# Chow Chow
Chó Chow Chow (thường gọi tắt là Chow:7–8) là một giống chó có nguồn gốc ở phía Bắc Trung Quốc, nơi đây nó được gọi là Tông sư khuyển (Pinyin: 鬆獅犬), có nghĩa là "chó sư tử xù". Giống chó này cũng được gọi là Đường Khuyển, "chó của đời nhà Đường." Người ta tin rằng  Chow Chow là một trong những con chó bản địa được dùng làm hình mẫu cho tượng đá nghê trấn giữ phía trước cửa chùa Phật giáo và cung đình. Đây là một trong số ít các giống chó cổ xưa vẫn còn tồn tại trong thế giới ngày nay.

## Tổng quan
Trong lịch sử, chúng đã được sử dụng trong các việc như săn bắn, kéo xe và canh gác. Chúng còn được dùng để săn sói, chồn, gà lôi. Chow Chow Từ bao đời nay giống chó Tây Tạng này luôn được coi là chó làm việc, chó canh gác và không được hưởng cuộc sống xa hoa như một vài giống chó khác. Chúng được coi là giống chó bình dân, có họ hàng với giống Laika và được dùng để trông nhà, kéo xe trượt tuyết và săn bắn. Bộ lông dày của Chow chow được sử dụng làm áo lông, ngoài ra thịt của chúng còn là một món đặc sản tại Trung Quốc.
Chow chow có ngoại hình rất giống với hình mẫu chó đá hoá thạch từ hàng triệu năm trước. Được biết đến khoảng 2.000 năm trước tại Trung quốc. Lần đầu tiên được đưa vào nước Anh năm 1800, tên gọi Chow chow xuất phát từ việc người Anh gọi tất cả các súc vật lạ được đưa vào từ miền viễn Đông. Năm 1880 lần đầu tiên một số cá thể dòng lông ngắn của giống Chow Chow, còn có tên chó Katon, được đưa về Anh quốc. Thông qua các cuộc lai tạo được lựa chọn nghiêm ngặt với các giống chó lông dài bản địa, chúng đã trở thành giống chó thượng lưu. Chow Chow là chó cưng của nữ hoàng Victoria và các sau này là nữ hoàng Elisabeth.

## Đặc điểm
Chow Chow thuộc giống chó có nguồn gốc cổ xưa. Đặc biệt là chúng có dáng của loài gấu nhỏ vùng Tây Tạng và Mãn Châu Lý do có cái lưỡi có nhiễm sắc thể xanh (huyền đề), cái đầu bành to, các cặp chân ngắn và thân hình có kích thước hình vuông (kích thước chiều dài và chiều cao tới vai bằng nhau, giống như các dòng Spitz Đức. Giống chó đòi hỏi sự quan tâm sâu sắc từ người chủ của chúng nếu họ không muốn chúng trở nên hung hăng và mất kiểm soát. Chúng cảnh giác cao độ với người lạ và quyết liệt bảo vệ chủ nhân khi cần thiết và có thể trở nên nguy hiểm.
Chow chow cao từ 18-22 inches (45–56 cm). Cân nặng 45-70 pounds(20–32 kg). Hai đặc điểm đầu tiên để nhận dạng giống chó này là lưỡi có màu xanh đen và bốn chân thẳng, to trông hơi thô làm cho chúng có dáng đi cứng nhắc, trông không được tự nhiên. Tai của chúng tròn và nhỏ. Đầu chó Chow chow to, rộng, trán phẳng, mõm khá to và hợp với mũi thành một khối lồi ra phía trước.Ngực chúng rộng khoẻ mạnh, phần thân sau ngắn gọn gàng. Đuôi xù lông và luôn buông thõng. Loài chó này có thể sống được 15 năm. Đây là một giống chó rất khỏe mạnh. Có khả năng mắc chứng loạn sản. Ngoài ra còn hay mắc bệnh quặm mắt. Chúng phải ăn hai bữa một ngày.
Bộ lông dày và rậm có hai loại khác nhau mượt và thô cứng. Màu phổ biến nhất của giống chó Chow chow này là màu nâu đỏ, đen, lam đen, màu kem, cũng có thể bắt gặp màu xám. Màu trắng được coi là khá hiếm. Đặc biệt chó Chow chow thuần chủng không có bộ lông loang lổ pha lẫn các màu với nhau. Đặc điểm khác của giống chó này là có bờm lớn rất ấn tượng và làm cho chúng có nét giống như loài sư tử. Cần chải lông thường xuyên bằng bàn chải chuyên dụng vì Chow chow có mức độ rụng lông khá nhiều. Loài Chow chow lông ngắn thường hiếu động và dễ dạy bảo hơn loài lông dài.

## Tập tính
Chow chow thông thường rất biết điều và ngoan ngoãn, tuy vậy có thể trở nên bướng bỉnh khó bảo. Đây là loài chó chỉ biết công nhận duy nhất chủ nhân của mình, chúng rất trung thành với gia chủ. Nếu bị người lạ tấn công, Chow chow sẽ phản ứng tức thì với tất cả sự hung dữ của chúng. Giống chó rất cá tính này sẽ thích hợp nhất đối với những người chủ mạnh mẽ. Chow chow sẽ phát triển tốt nhất. Không nên trông đợi vào sự tuân lệnh một cách tuyệt đối của chúng, vì loài chó này có tính bướng bỉnh bẩm sinh và thích hành động theo cách của chúng. Dù là loài chó thông minh, có thể dễ dàng tiếp thu các bài học, tuy nhiên, cần phải kiên nhẫn khi dạy bảo chúng.
Nói chung Chow chow hay lấn át và bắt nạt các loài chó khác, tuy vậy chúng lại luôn tỏ ra rất dịu dàng và ngoan ngoãn khi chơi với trẻ nhỏ. Nên cho Chow chow hoà nhập từ lúc còn nhỏ với các vật nuôi khác.Việc dạy dỗ cần được tiến hành ngay từ lúc chúng còn nhỏ. Có thể sống trong điều kiện căn hộ. Tuy vậy, chúng tỏ ra khá thụ động trong không gian hẹp và thoải mái nhất khi ở không gian rộng như là sân vườn. Nhạy cảm với thời tiết nóng quá, tuy vậy có thể sống ở ngoài sân. Chúng tương đối lười biếng nên cho chúng tập các bài thể dục để trở nên thon thả và nhanh nhẹn hơn.

## Liên quan
Chow chow liên quan đến tên gọi chó Phúc hay Phúc cẩu của Trung Quốc (Foo Dog) là một giống chó tương tự như Spitz, tưởng chừng đã bị tiệt chủng từ lâu lại được phát hiện vẫn tồn tại, chúng còn được gọi là chó thần Sinkiang hay chó gác đền Trung Quốc, hay thiên cẩu Trung Quốc, hay chó rồng Trung Quốc, hay chó sư tử Trung Quốc. Cái tên Phúc (Foo) của nó xuất phát từ tên vùng Phúc Châu (Foochow) ở nam Trung Quốc nơi chúng sinh sống. Người ta cho rằng chó Phúc là kết quả lai giống giữa chó săn phương bắc với chó Chow chow và bị lãng quên trong thời gian dài.

Các màu lông chó khác nhau
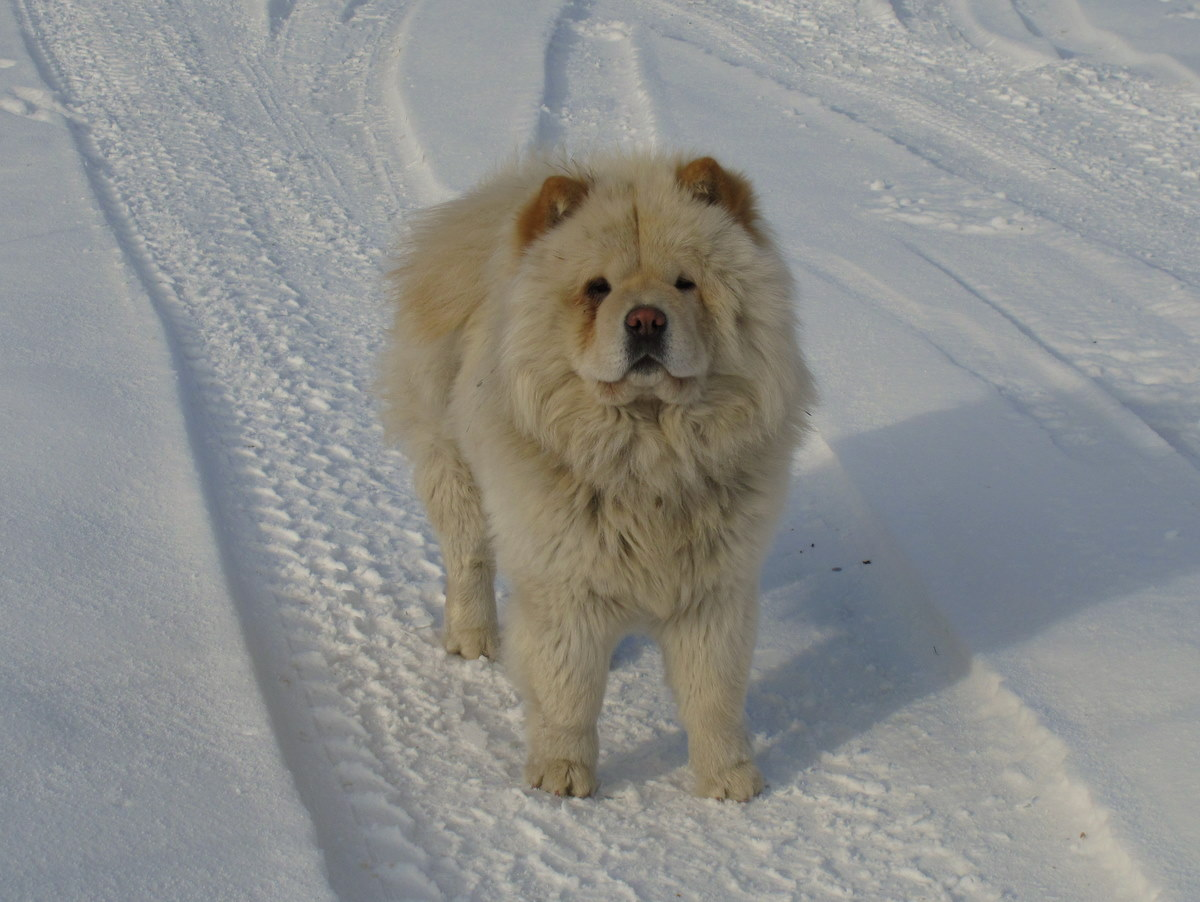
Kem
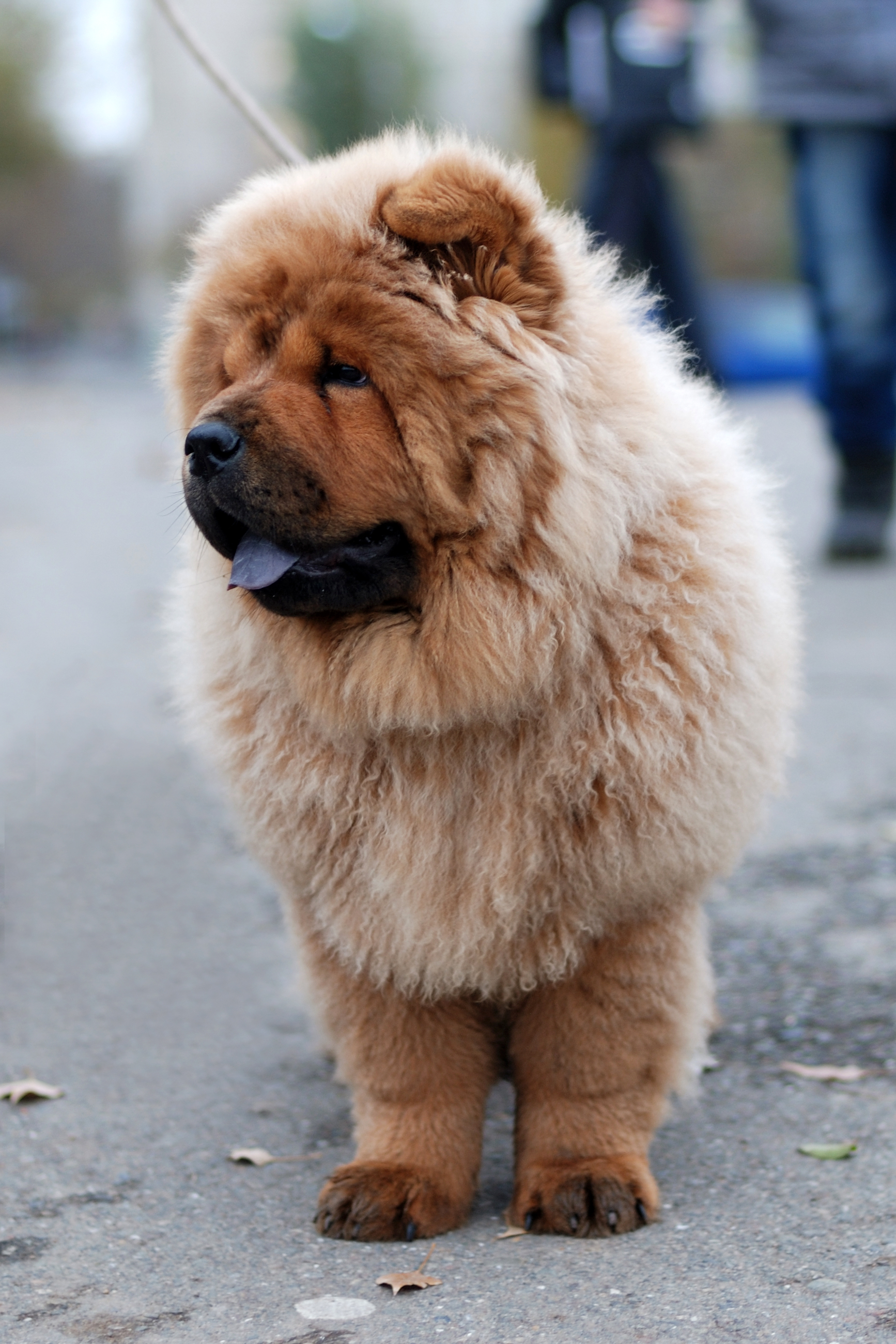
Nâu vàng
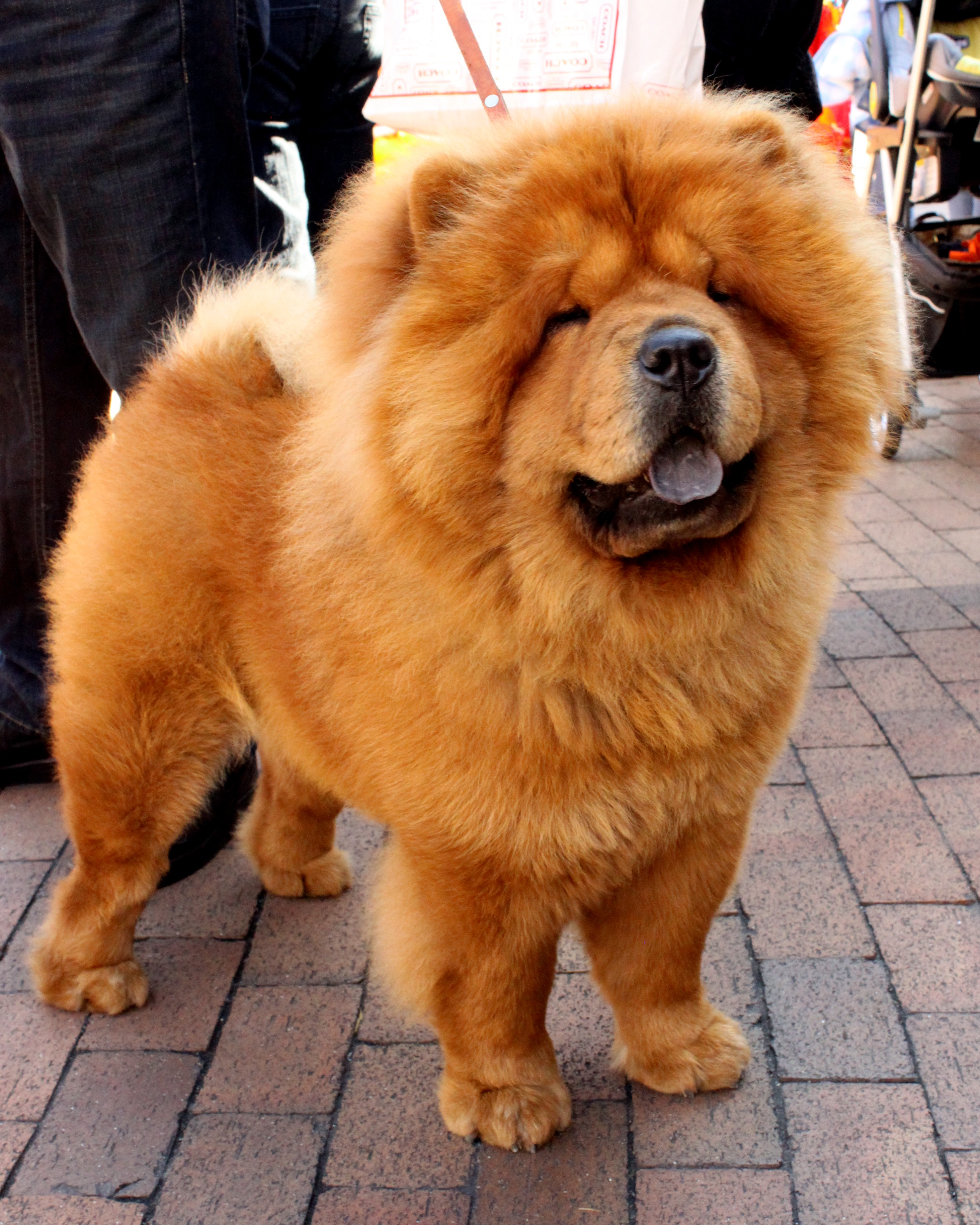
Đỏ
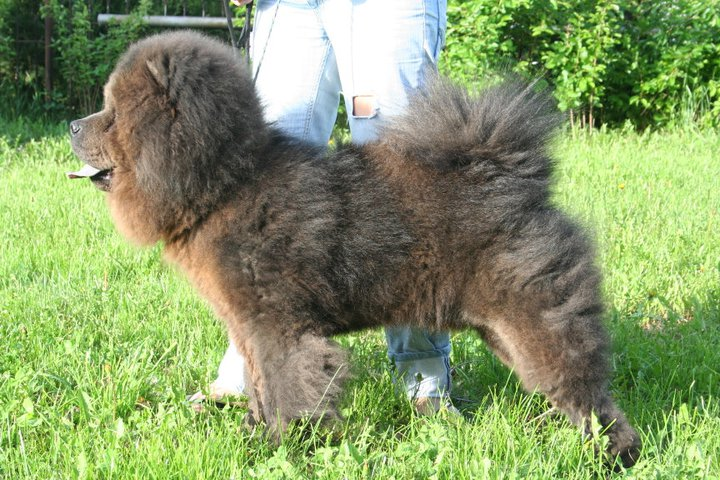
Xanh
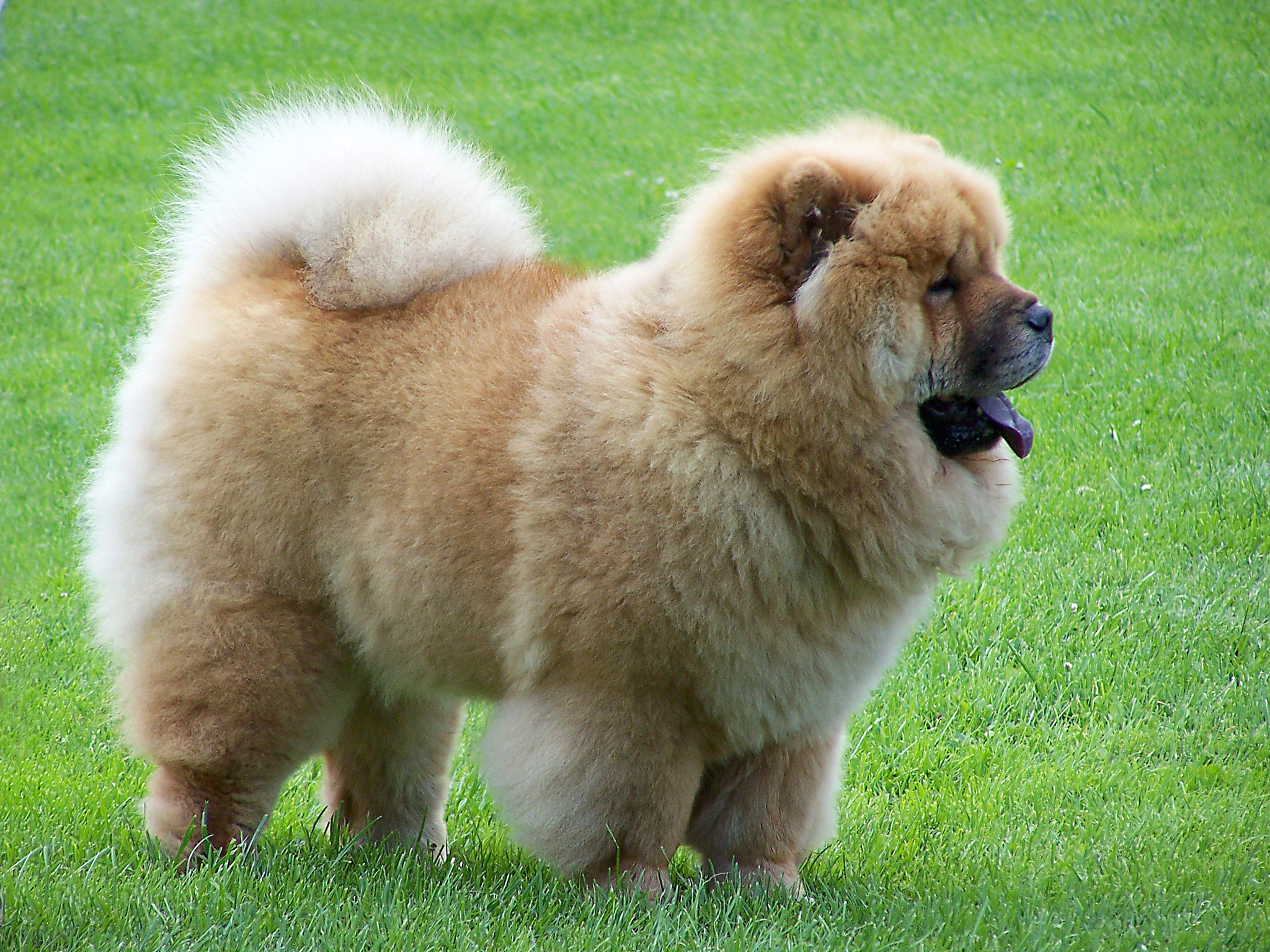